# Гехендра Шамшер
Гехендра Шамшер Джанг Бахадур Рана (Gehendra Shumsher, непальск. गेहेन्द्र शमशेर; 1871—1906) — непальский инженер, инноватор, конструктор огнестрельного оружия и генерал армии. Старший сын Бир Шамшера, третьего премьер-министра из династии Рана. Его обычно считают первым изобретателем и учёным (в современном смысле) Непала.

## Ранние годы
Поскольку Гехендра Шамшер был сыном представителя Непала в Британской Индии и будущего премьер-министра из знатной семьи Рана, то он получил редкую для непальцев того времени привилегию учиться. Помимо частного англоязычного репетиторства во дворце, отпрысков правящего клана также посещал среднюю школу Дурбар — старейшую современную школу Непала. В детстве Гехендра был увлечён механикой и боеприпасами. Он пробовал свои силы также в спорте и музыке. Хотя в некоторых источниках предполагается, что его в составе делегации из пяти человек отправили в Японию для изучения инженерных наук, точная академическая квалификация Гехендры Шамшера остается неизвестной.
После убийства Ранодипа Сингха Кунвара в 1885 году его отец, Бир Шамшер Джанг Бахадур, стал новым премьер-министром, и перед 14-летним юношей открылось ещё больше возможностей — его немедленно назначили начальником отдела боеприпасов в Королевской армии Непала. Это раннее назначение укрепило в нём пожизненное увлечение оружием, боеприпасами и тому подобным.

## Карьера

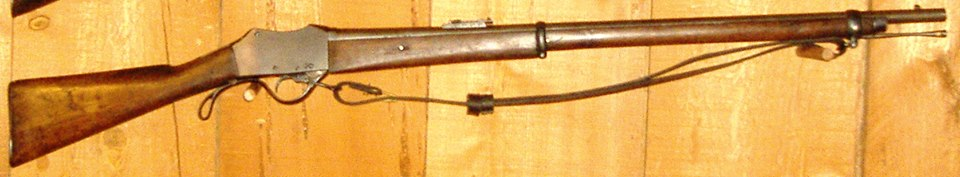
Винтовка Гахендра-Мартини

В какой-то момент Гехендра Шамшер был назначен начальником разведки и главой полиции, но его интересы в основном ограничивались разработкой и производством огнестрельного оружия. В противовес импорту оружия и боеприпасов из других стран, он стремился производить их внутри Непала, особенно за счет использования местного сырья, такого как железо и уголь. Итак, с этой целью он после тщательного изучения британских каталогов открыл производственные мануфактуры в Джамале (Сето Дурбар), Сундариджале, Баладжу и Мегчане (Бходжпур). Благодаря им он с 1890-х годов удавалось удовлетворять потребности непальской армии в оружии — хотя труд в этих мануфактурах был не машинно-фабричным, а сугубо ручным, непальцам удалось произвести порядка десятка тысяч винтовок.
Впрочем, Гехендра Шамшер интересовался широким спектром западных изобретений — на самом рассвете XX века он даже заказал себе из США только недавно появившийся автомобиль Ford Motor Company. Разбирая, собирая и изучая до мелочей каждую деталь, он пытался сам создать новый автомобиль. Кроме того, он стал первым человеком, производившим электричество в Непале — он установил рисовую мельницу с семью котлами и ветряной двигатель для подачи подземных вод в унаследованный им от отца жилой дворец Сето Дурбар. Наконец, он открыл фабрику по дублению кожи в Баладжу.
Гехендре Шамшеру приписывают модернизацию непальской армии. Он смог сконструировать даже собственный механический пулемёт — версию американского пулемета Гарднера ручной работы. Снабжённое дисковым магазином орудие он назвал пулемётом «Бир» в честь своего отца, главы непальского правительства. Ему также приписывают переделку винтовки Мартини-Генри в новую модель Гахендра-Мартини и двуствольный пулемёт. Кроме того, им была разработана новая модель пушки Дхир-Гун, названная в честь его деда Дхир Шамшера Раны.

## Дальнейшая жизнь и смерть
После кончины Бира Шамшера на престол взошел Дев Шамшер Джанг Бахадур Рана. Гехендра Шамшер поддерживал с дядей дружеские отношения, поэтому занимал важное положение во дворце (включая посты начальника разведки и полиции). По некоторым данным, именно по просьбе Дева Шамшера Гехендра и отправился в Японию для изучения японских технологий, особенно в отношении производства огнестрельного оружия. Однако уже через полгода после вступления в должность Дев Шамшер, объявивший широкую программу прогрессивных реформ, был свергнут своими братьями, что могло сказаться и на судьбе Гехендры Шамшера.
Гехендра Шумшер умер загадочной смертью в возрасте 35 лет. Считается, что он мог быть убит в своей резиденции в Сето Дурбар в первые годы премьерства Чандры Шамшера, поскольку тот опасался его политического и военного влияния.